# Holger Hieronymus
Holger Hieronymus (født 22. februar 1959 i Hamburg, Vesttyskland) er en tidligere tysk fodboldspiller (forsvarer).
Han spillede udelukkende i hjembyen Hamburg hos først FC St. Pauli og efterfølgende Hamburger SV. Han skiftede for en Transfersum på 75000 D-mark i 1980. Med Hamburg var han med til at vinde to tyske mesterskaber i 1982 og 1983. Med Hamborg vandt han også Mesterholdenes Europa Cup i 1983, hvor Hamborg slog Juventus F.C. i finalen.
Hans karriere sluttede allerede som 25-årig, da han blev alvorligt skadet i et opgør for Hamburg mod SV Waldhof Mannheim.
Hieronymus nåede inden sit tidlige karrierestop at spille tre kampe for det vesttyske landshold. Han deltog for tyskerne ved VM i 1982 i Spanien, men sad på bænken hele turneringen da holdet vandt sølv.
Efter sin spillerkarriere blev han først ambassadør og siden sportschef for sin tidligere klub, Hamburger SV.

## Titler
Bundesligaen
- 1982 og 1983 med Hamburger SV

Mesterholdenes Europa Cup
- 1983 med Hamburger SV